# Robert Prechter
Robert R. Prechter, Jr. (né en 1949) est un écrivain américain et un analyste financier, connu pour ses prévisions financières réalisées grâce à la Théorie des vagues d’Elliott. Prechter a écrit ou publié 14 ouvrages, dont le livre Conquer the Crash, un best-seller du New York Times. Il écrit également une chronique financière mensuelle dans The Elliott Wave Theorist depuis 1979, et est le fondateur de la société Elliott Wave International et de la maison d'édition New Classics Library,. Prechter a commencé en tant qu'analyste financier et a été membre pendant 9 ans à la MTA (Market Technicians Association), l'association américaine des professionnels du marché, et président de cette même association en 1990-1991. Ces dernières années, Prechter a participé au développement de la socionomique, une théorie traitant du comportement social de l'homme,.

## Début de carrière
Prechter est diplômé en psychologie à l'Université Yale en 1971. Il a commencé sa carrière d'analyste au sein de Merrill Lynch en tant que professionnel de marché en 1975, où il s'est formé au courtage au contact du responsable de stratégie de marché Robert Farrell (Juin 1982),. Chez Merrill Lynch, Prechter a également abordé pour la première fois la Théorie des vagues d’Elliott :
« J'ai alors recherché les livres originaux de R. N. Elliott. Ils n'étaient même pas à la bibliothèque du Congrès. Mais j'ai finalement fouiné dans le catalogue de la bibliothèque publique de New-York et je les ai trouvés sur un microfilm dont j'ai fait des photocopies. J'ai été surpris d'y apprendre qu'une quantité importante d'informations échappait ainsi à Wall-Street. »

Prechter déclare également : 
« Après que j'ai décidé de faire carrière sur les marchés, j'ai réalisé à quel point ceux-ci sont une affaire de psychologie de masse. »

## Les prévisions
En 1979, Prechter a quitté Merrill Lynch et a publié le premier exemplaire du bulletin The Elliott Wave Theorist. Les années 1970 avaient été fortement haussières dans le marché de l'or mais fortement baissières pour les actions, cependant son analyse par les vagues d'Elliott prédisait un retournement à long terme sur le marché de l'or (février 1980), et un marché super-haussier pour les actions (octobre 1982),. Parce que ces précisions se sont avérées correctes — en particulier pour les indices des marchés actions — les disciples de Prechter virent leur nombre augmenter. Sa renommée augmenta encore quand il remporta le championnat de courtage de 1984, avec un gain de 444 % obtenu sur un compte avec options suivies. Son profil est apparu dans de nombreuses publications financières et économiques, et il a été nommé gourou de la décennie par le Financial News Network (maintenant CNBC) pour les années 1980.
Ces dernières années il a prévu un marché fortement baissier, comme expliqué dans son livre Conquer the Crash, et auparavant dans son ouvrage At the Crest of the Tidal Wave (1997). Plus récemment Prechter a prédit le mouvement haussier de l'été 2007 ainsi que son apogée par une recommandation de retournement à la baisse à court terme sur les futures du S&P 500 le 17 juillet 2007 dans un rapport intermédiaire publié le jour même. Cette position baissière sur l'indice S&P 500 à partir de son point d'entrée à 1500 points a été maintenue jusqu'en février 2009 et a représenté une chute de près de 900 points de l'indice jusqu'à son point bas à 680 points. Prechter a ensuite prédit le rallye haussier (vague B dans la théorie des vagues d'Elliott) qui a suivi avec une zone cible de 1000 à 1050, avec un retracement de Fibonacci de 38,2 % à partir du point culminant du S&P 500. Une fois la vague B terminée, Prechter prédit le plus forte vague baissière du marché « bear » en cours. Il considère également que le dollar a touché son point le plus bas et va entamer son retournement à la hausse,.

## Renaissance de la théorie d'Elliott
La majeure partie de la carrière de Prechter en tant qu'éditeur a consisté à réintroduire le principe des vagues de R.N. Elliott auprès des investisseurs. Il a compilé et republié tous les écrits disponibles d'Elliott, y compris "Wave principle" de 1938, ainsi que les lettres d'interprétations "interprative" et de prévisions "forecast" (1938-1946). Prechter a également publié une brève biographie d'Elliott, et a rassemblé les écrits de quelques analystes qui ont pratiqué l'analyse des vagues dans les années 1950 et 60 (Charles Collins, Hamilton Bolton, A.J. Frost, Richard Russell).
Cependant, toute l'exposition médiatique dont a été l'objet l'analyse des vagues d'Elliott n'a pas été uniquement le fruit de l'action délibérée de Prechter. Dans les années qui ont précédé et suivi le Krach d'octobre 1987, les médias ont poussé le statut de gourou de Prechter à l'extrême, allant jusqu'à affirmer que ses prévisions à elles-seules pouvaient faire chuter ou grimper le cours des actions (partisan de l'Analyse technique, Prechter considère cela absurde). Dans les mois qui ont suivi le Lundi noir en octobre 1987, les souscriptions à la lettre mensuelle de Prechter  The Elliott Wave Theorist ont grimpé à environ 20000. Ce nombre a chuté au cours des années 1990 (comme l'ont fait la plupart des souscriptions auprès d'éditeurs financiers), mais "Prechter a davantage fait pour populariser et étendre la philosophie d'Elliott que quiconque"

## Critique
Si Prechter a ses admirateurs, il est aussi critiqué par les médias et les experts. Ainsi, le Wall Street Journal a publié un article d'une page en août 1993 avec pour titre, "Robert Prechter prédit le Dow à 3600--mais six ans plus tard", en référence à la prédiction de Prechter en  1987 sur l'indice Dow Jones Industrial Average.
L'analyste technique David Aronson a écrit:
« Le principe des vagues d'Elliott, comme elle est communément pratiquée, n'est pas une théorie légitime, mais une histoire, une histoire convaincante qui est contée avec éloquence par Robert Prechter. L'explication est particulièrement persuasive, parce que le motif des vagues d'Elliott a la faculté remarquable de s'ajuster à n'importe quel segment de l'historique du marché jusqu'à la moindre de ces fluctuations à la minute près. Je soutiens que cela est rendu possible par la définition souple des règles de la méthode et la possibilité de prévoir un grand nombre de vagues imbriquées d'amplitude variable. Cela procure à l'analyste d'Eliott la même liberté et la même flexibilité qui a permis aux astronomes pré-coperniciens d'expliquer tours les mouvements observables des planètes, alors même que leur théorie sous-jacente d'un univers géocentré était fausse. »
Sa performance sur le marché à long terme, basée sur les recommandations de sa lettre d'information mensuelle, s'est révélée de piètre niveau. En utilisant les données de la lettre d'information issues du traqueur Mark Hulbert, le chroniqueur Eric Tyson a montré que Prechter avait sous-performé les moyennes des marchés de 25 % par an depuis 1985.
Plus récemment, Prechter a manqué les dernières portions du rallye sur l'or et le pétrole. En juillet 2006, il a affirmé que l'or avait atteint son pic, et que le pétrole, à 70 dollars le baril, avait également atteint son prix maximum. Son analyse était clairement fausse, puisque le pétrole a atteint en mai 2008 le prix de 135 dollars le baril, et l'or a atteint 925 dollars l'once, même s'il n'est pas resté baissier tout au long du rallye,.

## Socionomique
En 1979, Prechter a émis l'hypothèse que l'humeur sociale pilote le comportement du monde financier, macroéconomique et politique, contrairement à la notion conventionnelle qui fait le postulat inverse. Sa description de l'humeur sociale comme pilote des tendances culturelles a touché un public national en 1985 via un article paru dans le Barron's magazine. Prechter a formulé le terme "socionomique" et a publié en 1999 une première description de la théorie socionomique, The Wave Principle of Human Social Behavior.
Depuis, la prémisse contre-intuitive de la thèse socionomique — qui consiste à postuler que dans les contextes d'incertitude, des processus endogènes (et non des causes exogènes) façonnent le comportement social — a suscité un intérêt croissant dans les journaux académiques,,, dans des livres,, dans la presse populaire,, dans des conférences académiques et dans la recherche soutenue par la Fondation Nationale pour la Science.

## Livres
Parmi les livres que Prechter a écrit, coécrit, ou publié, on peut citer :
- (en) Frost et Prechter, avec une préface de Charles J. Collins., Elliott Wave Principle: Key to Market Behavior, Chichester, John Wiley & Sons, 1978-2001, 20e éd., poche (ISBN 978-0-471-98849-6, LCCN 98066116)
- (en) Ralph Nelson Elliott ; publié et préfacé par Robert R. Prechter, Jr., R.N. Elliott's Market Letters, Gainesville, New Classics Library, 1993-1997, 1re éd. (ISBN 978-0-932750-20-4, OCLC 37281547, LCCN 96145246)
- (en) Avec une préface de Robert R. Prechter ; et une biographie de A.J. Frost, Complete Elliott Wave Writings of A. Hamilton Bolton, Gainesville, New Classics Library, 1994 (ISBN 978-0-932750-22-8, OCLC 36627854, LCCN 2004300243)
- (en) Publié par Robert R. Prechter, Jr., The Elliott Wave Writings of A.J. Frost and Richard Russell, Gainesville, Bookworld Services, 1997 (ISBN 978-0-932750-47-1, OCLC 37310305, LCCN 96072094)
- (en) Robert R. Prechter, Jr., At the Crest of the Tidal Wave, Chichester, John Wiley & Sons, 1997 (ISBN 978-0-471-97954-8, OCLC 37567203, LCCN 97031513)
- (en) Robert R. Prechter, Jr., The Wave Principle of Human Social Behavior and the New Science of Socionomics, Gainesville, New Classics Library, 1999 (ISBN 978-0-932750-49-5, LCCN 98068275)
- (en) Publié par Robert R. Prechter., Market Analysis for the New Millennium, Gainesville, New Classics Library, 2002 (ISBN 978-0-932750-52-5, OCLC 50744782, LCCN 2002100332)
- (en) Robert R. Prechter, Jr., Conquer the Crash: You Can Survive and Prosper in a Deflationary Depression, New York, John Wiley & Sons, 2002, poche (ISBN 978-0-470-87090-7)
- (en) Robert R. Prechter, Jr., Beautiful Pictures, Gainesville, New Classics Library, 2003 (ISBN 978-0-932750-60-0, OCLC 53697705, LCCN 2003108260)
- (en) Robert R. Prechter, Jr., View from the Top of the Grand Supercycle, Gainesville, New Classics Library, 2003 (ISBN 978-0-932750-55-6, OCLC 51940515, LCCN 2002108348)
- (en) Robert R. Prechter, Jr., Pioneering Studies in Socionomics, Gainesville, New Classics Library, 2003 (ISBN 978-0-932750-56-3, LCCN 2002117628)
- (en) Robert R. Prechter, Jr. ; Publié par Peter Kendall., Prechter's Perspective, Gainesville, New Classics Library, 1996, 1re éd. (ISBN 978-0-932750-40-2, OCLC 35011818, LCCN 95072498)
- (en) Publié, préfacé, et avec une biographie de Robert R. Prechter, Jr., R.N. Elliott's Master Works, Gainesville, New Classics Library, 2005, 2e éd. (ISBN 978-0-932750-76-1, OCLC 62711170, LCCN 2005922530)
- (en) How to Forecast Gold and Silver Using the Wave Principle, Gainesville, New Classics Library, 2006 (ISBN 978-0-932750-77-8, OCLC 138324891, LCCN 2005930606)